# Aref Dalila
Aref Dalila (عارف دليلة), né en 1942 à Lattaquié,, est un économiste syrien et ancien doyen de la faculté d'économie de l'université de Damas, de confession alaouite. Il est actuellement chercheur en économie à l'Orient Research Centre aux Émirats arabes unis. En 2002, il est condamné à dix ans d'emprisonnement pour sa participation politique au printemps de Damas. Il est libéré en 2008 par grâce présidentielle.

## Biographie
Né à Lattaquié, Dalila a un doctorat en économie de l'université d'État de Moscou. Dans les années 1980, il travaille au Koweït. Il rentre plus tard en Syrie pour prendre le poste de doyen de la faculté d'économie de l'université de Damas. En 1998, ses critiques contre le politique économique du président Hafez el-Assad lui valent d'être interdit d'enseigner.
À la suite de cette interdiction, il tente sans succès d'obtenir un siège à l'Assemblée du peuple.
En 2000, Aref Dalila prend part au printemps de Damas déclenché par la mort de Hafez el-Assad et son remplacement par son fils Bachar el-Assad. Il est arrêté avec d'autres activistes le 9 septembre 2001 pour avoir donné un cours intitulé L'économie syrienne : problèmes et solutions. Son avocat, Anwar al-Bunni, rapporte qu'il a été battu pendant son interrogatoire, en conséquence de quoi ce dernier est radié du barreau. Le 31 juillet 2002, Dalila est condamné à 10 ans d'emprisonnement,.
La France et les États-Unis appellent à sa libération. Amnesty International lui donne le statut de prisonnier d'opinion. Pendant son emprisonnement, Aref Dalila souffre de diabète et d'une maladie cardiaque qui empirent avec ses conditions de détention. Il entame une grève de la faim en juillet 2005 pour protester contre ces conditions. Il est victime d'un accident vasculaire cérébral en mai 2006.
À sa libération, le 7 août 2008 par grâce présidentielle, il est le prisonnier du Printemps de Damas qui a été le plus longtemps détenu. Il a été emprisonné pendant 7 ans sur les 10 de sa condamnation, principalement à l'isolement.
Lors de la révolution syrienne commencé en 2011, dans le cadre du mouvement du printemps arabe, Aref Dalila soutient le mouvement, et s'efforce d'apaiser les tensions sectaires que le régime cherche à exacerber, dans sa ville natale de Lattaquié,. Il siège ensuite au comité exécutif du Comité national de coordination pour le changement démocratique, un bloc politique appelant à une réforme démocratique et opposé au dirigeant Bachar el-Assad. Il critiquera ensuite l'alliance d'opposition plus large du Conseil national syrien, déclarant que la situation en Syrie ne cesse de se détériorer depuis sa formation : "Au lieu de résoudre le problème, cela l'a rendu plus compliqué".